# Tunel
Tunel je podzemna građevina ispod površine terena koja osigurava prostor za različite namjene i s jednim ili oba kraja izlazi na površinu.

## Poveznice
- Tuneli u Hrvatskoj
- Željeznički tuneli u Hrvatskoj
- Najdulji tuneli na svijetu
- Stroj za bušenje tunela

## Vanjske poveznice
|  | Zajednički poslužitelj ima još gradiva o temi Tuneli |